# 따오기아과
따오새아과는 저어새과의 아과이다. 저어새를 비롯한 6종의 새를 포함하고 있다. 저어새아과와 함께 저어새과를 구성한다.

## 분류
- 황새목
  - 황새과 - 황새
- 사다새목
  - 사다새과 - 사다새
  - 왜가리과 - 왜가리
  - 주걱부리황새과 - 주걱부리황새
  - 망치머리황새과 - 망치머리황새
  - 저어새과
    - 따오기아과
    - 저어새아과

## 분류군에 따른 따오기 종
28개의 현존하는 종과 2개의 멸종한 따오기 종이 있다.
- 검은머리흰따오기속 Threskiornis
  - 아프리카흑따오기,  Threskiornis aethiopicus
  - 마다가스카르흰따오기, Threskiornis bernieri
  - †레위니옹따오기, Threskiornis solitarius (extinct)
  - 검은머리흰따오기,  Threskiornis melanocephalus
  - 호주흰따오기,  Threskiornis molucca
  - 호주검은머리따오기,  Threskiornis spinicollis
- 개따오기속 Pseudibis
  - 인도검은따오기,  Pseudibis papillosa
  - 흰어깨따오기,  Pseudibis davisoni
- 큰따오기속 Thaumatibis
  - 큰따오기,  Thaumatibis gigantea
- 대머리따오기속 Geronticus
  - 붉은볼따오기,  Geronticus eremita
  - 남부대머리따오기,  Geronticus calvus
- 따오기속 Nipponia
  - 따오기,  Nipponia nippon
- 올리브따오기속 Bostrychia
  - 올리브따오기,  Bostrychia olivacea
  - 상투메따오기, Bostrychia bocagei
  - 회색따오기,  Bostrychia rara
  - 하다다따오기,  Bostrychia hagedash
  - 볼장식따오기,  Bostrychia carunculata
- 납빛따오기속 Theristicus
  - 납빛따오기,  Theristicus caerulescens
  - 담황목따오기,  Theristicus caudatus
  - 검은목젖따오기,  Theristicus melanopis
  - 안데스따오기,  Theristicus branickii
- 바늘꼬리따오기속 Cercibis
  - 바늘꼬리따오기,  Cercibis oxycerca
- 녹색따오기속 Mesembrinibis
  - 녹색따오기,  Mesembrinibis cayennensis
- 민얼굴따오기속 Phimosus
  - 민얼굴따오기,  Phimosus infuscatus
- 아메리카따오기속 Eudocimus
  - 미국흰따오기,  Eudocimus albus
  - 진홍따오기,  Eudocimus ruber
- 적갈색따오기속 Plegadis
  - 적갈색따오기,  Plegadis falcinellus
  - 흰뺨따오기,  Plegadis chihi
  - 푸나따오기,  Plegadis ridgwayi
- 마다가스카르따오기속 Lophotibis
  - 마다가스카르따오기,  Lophotibis cristata